# رجل العلم، رجل الإيمان
«رجل العلم، رجل الإيمان» هي الحلقة الأولى من الموسم الثاني من لوست والحلقة 26 بشكل عام. أخرج الحلقة جاك بندر وكتبها دامون ليندلوف. تم بثها لأول مرة في 21 سبتمبر 2005 على قناة ABC. تركز الفلاشباك على كفاح جاك شيبارد من أجل شفاء سارة، التي أصبحت فيما بعد زوجته. في الوقت الفعلي، قرر جون لوك وكيت أوستن الدخول إلى فتحة الفتحة المفتوحة الآن.
أثناء كتابة العرض الأول للموسم، قرر المنتجون التقاط قصة الفتحة التي تركت معلقة بعد نهاية الموسم الأول «الرحيل»، تاركًا أحداث الطوف ليتم شرحها في الحلقة التالية، «منجرف». تلقت حلقة «رجل العلم، رجل الإيمان» تقييمات إيجابية، وتحتل المرتبة الأولى من حيث المشاهدة في أمريكا الشمالية، حيث بلغ عدد المشاهدين 23.47 مليون مشاهد.

## القصة

### مقدمة
يستيقظ رجل (هنري إيان كوزيك) من سريره ذو الطابقين ويضغط على الفور على بعض المفاتيح على ما يبدو أنه جهاز كمبيوتر يعود إلى أواخر السبعينيات. ثم يرتدي ملابسه، ويبدأ يومه بينما تتحرك الكاميرا حول الغرف المحيطة، والتي تحتوي على مجموعة متنوعة من الأشياء من الستينيات حتى الوقت الحاضر. يضع بعض الموسيقى، ويبدأ ممارسة روتينية، ويستحم، ويحضر لنفسه بعض الإفطار، ويحقن نفسه بلقاح. قاطعه انفجار، مما دفع الرجل إلى تسليح نفسه قبل استخدام نظام التلسكوب والمرايا. تكشف نظرته عن وجوه جاك شيبارد (ماثيو فوكس) وجون لوك (تيري أوكوين) يقفان حول الفتحة المفتوحة.

### الفلاشباك
يقابل جاك زوجته المستقبلية، سارة (جولي بوين)، التي وصلت إلى غرفة الطوارئ الخاصة به بعد حادث سيارة. ينقذ جاك حياة سارة، لكنه يخبرها أنه بسبب إصابة النخاع الشوكي، من غير المرجح أن تستعيد سارة القدرة على المشي.
بعد أن قام والده (جون تيري) بتوبيخه بشأن أسلوبه المتشائم للمرضى، يعمل جاك على سارة ويذهب في جولة ملعبية . أثناء الجري، يسقط، ويلتقي عداء آخر اسمه ديزموند، الذي يخبره أنه يتدرب لسباق حول العالم. يشارك جاك ديزموند كيف خذل سارة، وينصحه ديزموند بحاجته إلى الشعور وتوفير المزيد من الأمل. عندما عاد جاك إلى غرفة سارة، اكتشف أنها مرت بتجربة شفاء بمعجزة.

### على الجزيرة
عند مدخل الفتحة، يقول لوك إنهم لا يجب أن ينتظروا حتى تشرق الشمس لدخول الفتحة. من ناحية أخرى، يشعر جاك أن دخولهم يجب أن يؤجل. في الوقت نفسه، في الكهوف، تبحث شانون راذرفورد (ماجي غريس) وسعيد جراح (نافين أندروز) في الغابة عن كلب والت (مالكولم ديفيد كيلي)، فنسنت. أثناء البحث، رأت شانون والت، وهو يقطر مبتلاً ويتحدث بشكل غير متماسك. تتحدث عن هذا الأمر مع بقية الناجين، لكن لا أحد يصدقها.
عند الوصول إلى الكهوف، يشرح جاك الوضع للناجين، ووعدهم بأنهم سيكونون على ما يرام مع كيت، طالما بقوا معًا. ثم ظهر لوك وهو يحمل كابل ويقول إنه ذاهب إلى الفتحة. بعد فترة وجيزة، تتبعه كيت أوستن (إيفانجلين ليلي) خلفه. بينما كان لوك ينزلها إلى أسفل الفتحة باستخدام حبل، تختفي كيت في ظروف غامضة أثناء سطوع مفاجئ للضوء من داخل الفتحة.
بالعودة إلى الكهوف، بعد إبلاغ الناجين عن سبب ذهابهم إلى الغابة وموت الدكتور أرزت (دانيال روبوك)، قرر جاك أن يلحق بكيت ولوك. عند وصوله إلى الفتحة، لم يجد أحدًا هناك وقام بالنزول أسفل الفتحة بمفرده. أثناء الاستكشاف، صادف لوحة جدارية مرسومة وجدارًا حيث يتم سحب المفتاح المعلق حول رقبته بواسطة قوة مغناطيسية قوية. أخيرًا، بعد أن فوجئ بالضوء الساطع والموسيقى الصاخبة، دخل إلى ما يبدو أنه قبة جيوديسية تحت الأرض مع معدات الكمبيوتر، بما في ذلك جهاز كمبيوتر آبل II بلاس مع واجهة سطر الأوامر ومفتاح «إنقل» المعاد تسميته إلى «نفذ». بينما يوشك جاك على استخدامه، يظهر لوك ويخبر جاك ألا يلمسه. بعد أن رفع جاك السلاح وسأل عن مكان كيت، تم الكشف عن أن لوك تحت تهديد السلاح. يهدد المسلح جاك بأنه سيطلق النار على لوك إذا لم يستسلم جاك. يرفض جاك، وبدلاً من ذلك يسخر من لوك بشأن «قدره». أخيرًا، يخرج المسلح ويبدو أن جاك يتعرف عليه. المسلح هو ديزموند.

## الإنتاج

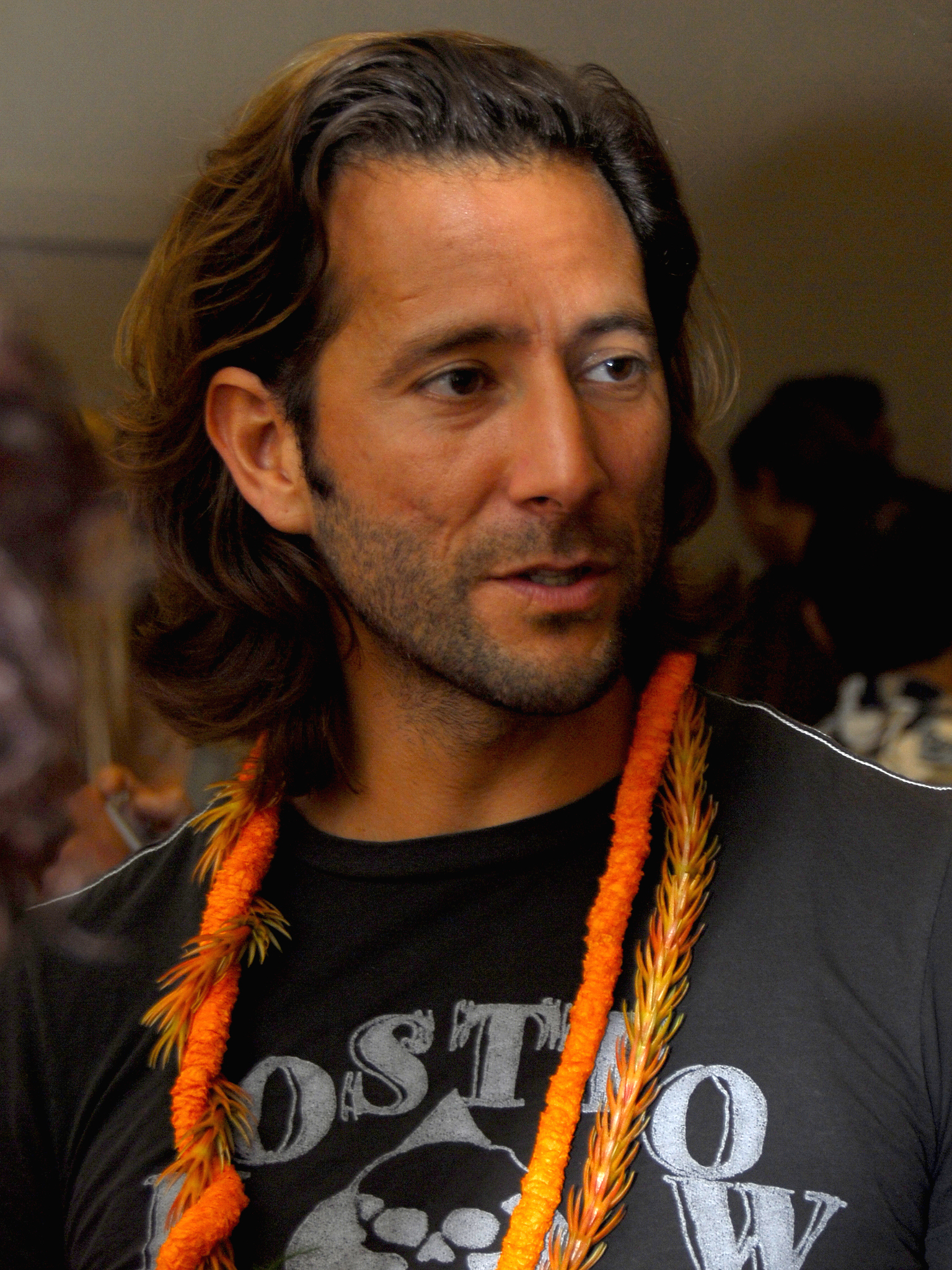
ظهر هنري إيان كوسيك لأول مرة في دور ديزموند هيوم في هذه الحلقة.

بينما تلمح «رجل العلم، رجل الإيمان» إلى اقتباس من الحلقة السابقة حيث يصف لوك نفسه بأنه رجل إيمان وجاك كرجل علم، صرح الكاتب ديمون ليندلوف أن الحلقة تحمل عنوانًا يشير إلى أن جاك هو كلاهما، حيث جعل الفلاش باك «رجل العلم» التجريبي يواجه معجزة أثناء علاج مريض. كُتبت الحلقة للتركيز على فتح الفتحة، لذا فإن المنحدر الآخر الذي بقي في «الرحيل»، وتدمير قارب مايكل واختطاف ابنه والت من قبل الآخرين، سيتم شرحهم في الحلقة الثانية «منجرف». أثر المنحدر أيضًا على النغمة: يتوقع الأبطال هجومًا من قبل الآخرين، لكن الجمهور يعرف أن الآخرين لن يأتوا لأنهم كانوا ذاهبين للقارب بدلاً من ذلك. لجعل الحلقة في متناول المشاهدين الجدد، تلخص العديد من حالات الحوار من أحداث الموسم الأول.
قرر المنتجون بدء الحلقة داخل البجعة لأنهم اعتبروا أن الجمهور يتوقع التقاطه من لوك وجاك ينظران إلى فتحة الفتحة، لذلك يتم تصوير الفتح بدلاً من ذلك في مكان لا يكشف عن موقعه أو فترته - المخرج جاك بيندر صرح أنه جعله يتذكر شقة في سان فرانسيسكو - حتى انفجار الفتحة. بالنسبة إلى الفلاشباك، قرر بيندر تجنب جعل مشاهد المستشفى مشابهة لـ ER، حيث يتم التصوير في الغالب بكاميرات محمولة لإضفاء «إحساس تلقائي» على المشهد. تم تصوير عملية سارة في غرفة جراحة فعلية في أواهو، بينما تم استخدام ملعب ألوها في هونولولو لجولة جاك وديزموند.
ابتداءً من هذه الحلقة، يبدأ المنبوذون في التخلي عن الكهوف، التي اعتبرها المنتجون موقعًا يصعب تصويره و «ليس جيدًا من الناحية الجمالية». ستصبح البجعة موقعًا محوريًا بسبب ألغازها والسلع الممنوحة لأبطال الرواية، مثل الكهرباء والطعام. صُممت المحطة لاستحضار الحداثة في السبعينيات، على غرار الطريقة التي يستحضر بها فيلم أرض الغد لديزني لاند ما كان حديثًا في الستينيات، ولكن بمظهر تلاشى بعد عقود من دون صيانة. ينذر بحقيقة أن المحطة تستخدم لأغراض خطيرة، فقد أضاف التصميم الجدار الخرساني بقوة مغناطيسية. تم إنشاء مدخل الفتحة بالكامل بواسطة الكمبيوتر باستخدام لقطات تم تصويرها باستخدام شاشة خضراء.
هذه هي الحلقة الأولى التي تعرض أغنية "Make Your Own Kind of Music" لماما كاس، والتي تم سماعها في العديد من الحلقات اللاحقة. اختار ليندلوف الأغنية لأنها تذكره بطفولته، حيث كانت والدته «تستمع إليها صباح يوم الأحد، عندما كانت تعزف الموسيقى وتبكي وهي تستعمل المكنسة الكهربائية». أعلن ليندلوف أيضًا أن الأغنية «شعرت بأنها صحيحة بشكل غنائي»، وكان لها شعور مؤلم بسبب التاريخ الشخصي لماما كاس.

## الإستقبال
حقق العرض الأول للموسم تقييمات عالية للمسلسل، حيث بلغ 23.47 مليون مشاهد أمريكي. كانت الحلقة الثالثة في الترتيب الأسبوعي للجمهور، بعد سي اس آي: التحقيق في موقع الجريمة وربات بيوت يائسات،  وتقف باعتبارها الحلقة الأكثر مشاهدة من لوست.
كانت المراجعات النقدية إيجابية. شعر جيف جنسن من Entertainment Weekly بالإحباط من الحلقة التي لم تكشف عما حدث لشخصيات الطوف ولم تكشف النقاب عن الكثير من الألغاز الجديدة، لكنه أحب الكتابة والرمزية معتبراً أن «المشروع الغامض برمته بدا متجذراً في طبقات غنية من المعنى». وقال كيث مكدوفي من تي في سكواد إنه «ظل في حالة ترقب» طوال الحلقة. قام كريس كارابوت من IGN بتقييم «رجل العلم، رجل الإيمان» 9.3 من 10، مشيدًا بالفلاشباك لكونه «تم تعديله بشكل جيد للغاية مع محتوى الجزيرة» وأداء جولي بوين بدور سارة. ووصفت مورين رايان من صحيفة شيكاغو تريبيون الحلقة بأنها «عودة رائعة ورائعة إلى الفكرة». اعتبر ريان ماكجي من Zap2it أن المقدمة في الفتحة ومشهد ديزموند مع جاك في الملعب هي أبرز أحداث العرض الأول للموسم.
تم ترشيح مدير التصوير الفوتوغرافي مايكل بونفيليان لجائزة Primetime Emmy للتصوير السينمائي المتميز لسلسلة ذات كاميرا واحدة لهذه الحلقة. صنفت IGN «رجل العلم، رجل الإيمان» في المرتبة الثامنة عشر كأفضل حلقة من مسلسل لوست،  بينما صنفت قائمة مماثلة من قبل Los Angeles Times الحلقة بالمرتبة 11، قائلة إنها حصلت على أفضل فلاشباك لجاك وأظهرت «عرضًا واثقًا في نفسه وفي ذروة قوتها».

## روابط خارجية
- «رجل العلم، رجل الإيمان» في ABC
- «رجل العلم، رجل الإيمان» على قاعدة بيانات الأفلام على الإنترنت

1. ↑  "Lost - Netflix". نتفليكس. مؤرشف من الأصل في 2021-03-08. اطلع عليه بتاريخ 2017-11-24.
2. ↑  جاك بيندر، دامون ليندلوف، بريان بيرك، كارلتون كيس (2006). Audio commentary for "Man of Science, Man of Faith" (DVD). Lost: The Complete Second Season Disk 1: Buena Vista Home Entertainment.{{استشهاد بوسائط مرئية ومسموعة}}:  صيانة الاستشهاد: مكان (link)
3. ↑  "Aloha Stadium". Lost Virtual Tour. مؤرشف من الأصل في 2012-02-08. اطلع عليه بتاريخ 2010-12-25.
4. ↑  دامون ليندلوف & كارلتون كيس, (January 6, 2006) "Official Lost Audio Podcast", أيه بي سي.
5. ↑  Wilkes, Neil, (September 23, 2005) "US Ratings: Lost Premiere Draws 23 Million," ديجيتال سباي. نسخة محفوظة 2009-05-20 على موقع واي باك مشين.
6. ↑  "RANKING REPORT FROM 09/19/05 THROUGH 09/25/05". أيه بي سي. 27 سبتمبر 2005. مؤرشف من الأصل في 2009-06-01. اطلع عليه بتاريخ 2011-01-08.
7. ↑  Joe Pompeo and Antonina Jedrzejczak (21 مايو 2010). "The Most-Watched 'Lost' Episodes From Each Season". بيزنس إنسايدر. مؤرشف من الأصل في 2016-06-25. اطلع عليه بتاريخ 2011-01-08.
8. ↑  Jensen, Jeff, (September 21, 2005) ""Lost": Down the Hatch", إنترتينمنت ويكلي. نسخة محفوظة 2012-10-20 على موقع واي باك مشين.
9. ↑  McDuffee، Keith (21 سبتمبر 2005). "Lost: Man of Science, Man of Faith". TV Squad. مؤرشف من الأصل في 2021-01-25. اطلع عليه بتاريخ 2011-02-15.
10. ↑  Carabott، Chris (12 يونيو 2009). "Lost Flashback: "Adrift" Review". آي جي إن. مؤرشف من الأصل في 2010-06-19. اطلع عليه بتاريخ 2010-12-13.
11. ↑  Ryan، Maureen (23 سبتمبر 2005). "Simply hatch-tastic". شيكاغو تريبيون. مؤرشف من الأصل في 2016-07-01. اطلع عليه بتاريخ 2011-02-15.
12. ↑  McGee، Ryan (17 أغسطس 2008). "'Lost': Man of Science, Man of Faith". Zap2it. مؤرشف من الأصل في 2009-10-25. اطلع عليه بتاريخ 2011-01-08.
13. ↑  "The 58th Primetime Emmy Awards and Creative Arts Emmys Nominations". أكاديمية فنون وعلوم التلفزيون. مؤرشف من الأصل في 2006-07-08. اطلع عليه بتاريخ 2011-01-08.
14. ↑  "Ranking Lost". آي جي إن. 2 يونيو 2010. مؤرشف من الأصل في 2012-06-04. اطلع عليه بتاريخ 2010-12-13.
15. ↑  VanDerWerff، Emily (23 مايو 2010). "'Lost' 10s: Every episode of 'Lost,' ever (well, except the finale), ranked for your enjoyment". لوس أنجلوس تايمز. مؤرشف من الأصل في 2021-03-14. اطلع عليه بتاريخ 2010-07-27.